# Hypocaccus acridens
Hypocaccus acridens är en skalbaggsart som först beskrevs av Schmidt 1890.  Hypocaccus acridens ingår i släktet Hypocaccus och familjen stumpbaggar. Inga underarter finns listade i Catalogue of Life.